# NGC 2080
NGC 2080 ist ein Emissionsnebel mit einem eingebetteten offenen Sternhaufen im Sternbild Schwertfisch, der etwa 168.000 Lichtjahre von der Erde entfernt ist, er wird auch als Geisterkopfnebel bezeichnet. Er befindet sich in der Großen Magellansche Wolke, einer Begleitgalaxie unserer Milchstraße und steht etwa 30' südlich des bekannten Tarantelnebels (30 Doradus) am Himmel. Er wird wegen seines Aussehens auch Ghost Head Nebula oder zu deutsch Geisterkopf-Nebel genannt. Der Nebel ist Teil des N160-Komplexes in der großen Magellanschen Wolke und trägt als H-II-Gebiet auch die Bezeichnung N160A. Seine beiden Augen (N160A1 und N160A2) werden durch Blasen aus Wasserstoff und Sauerstoff gebildet (sogenannte High Excitation Blobs, HEBs), hinter denen sich massereiche Sterne verbergen. Nach Ansicht der Astronomen sollen sich diese Sterne vor etwa 10.000 Jahren gebildet haben. 

Der Nebel ist nicht mit den Objekten Geistnebel (VdB 141) oder Kleiner Geistnebel (NGC 6369) zu verwechseln.
Das Objekt wurde am 23. Dezember 1834 vom englischen Astronomen John Herschel entdeckt.